# Distrito de Landquart

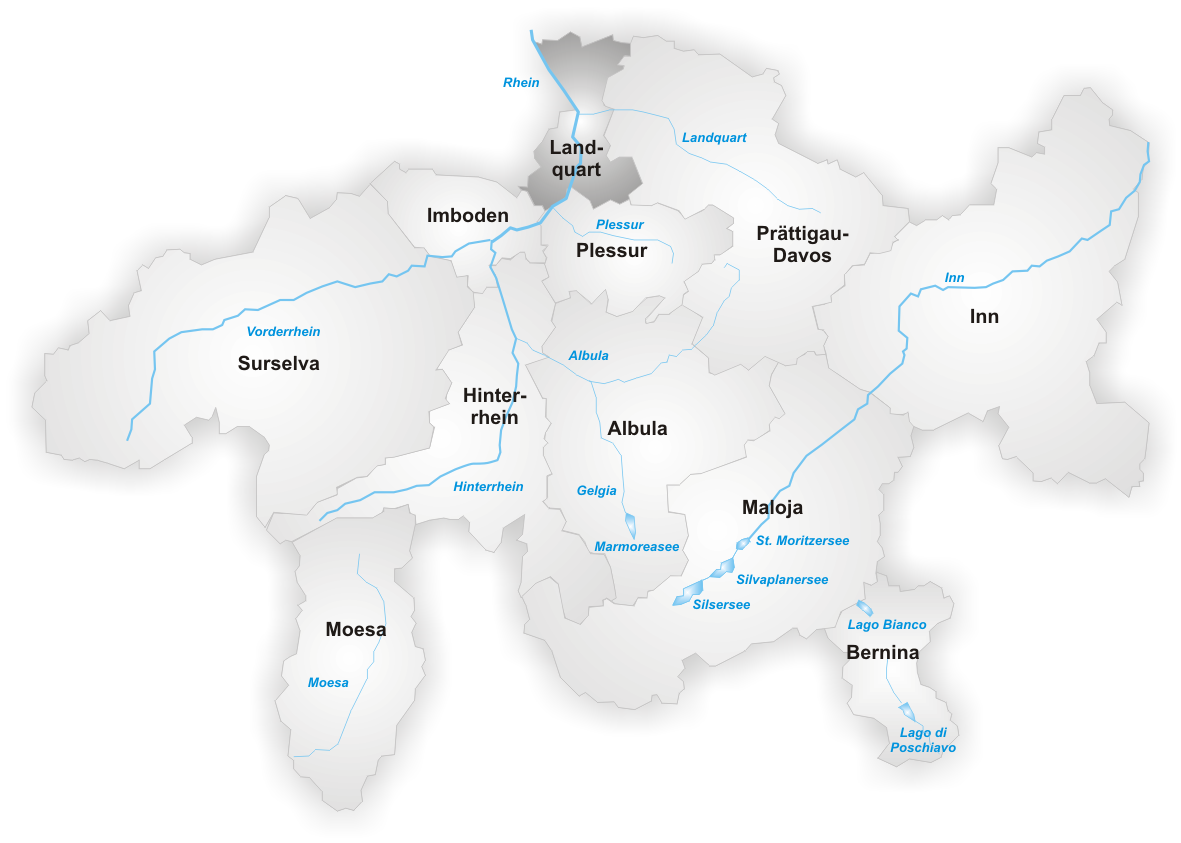
O antigo distrito de Landquart

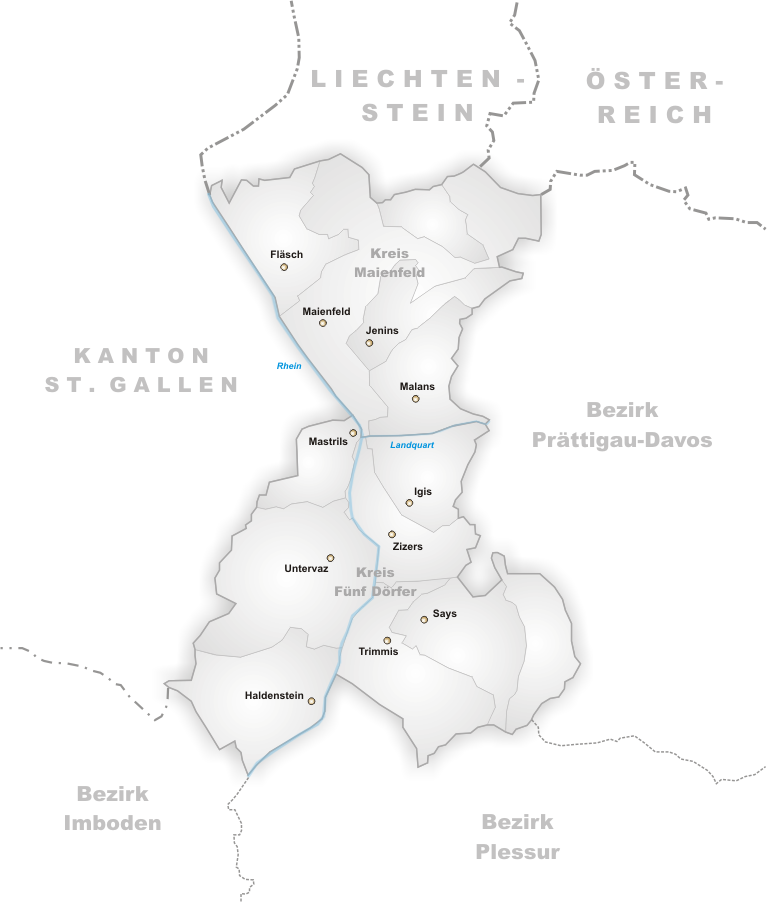
As comunas do antigo distrito

O distrito de Landquart foi um dos 11 distritos do cantão de Grisões na Suíça. Tinha uma área de 193.91 km2 e uma população de 24.006 (em dezembro de 2009). 
Foi substituído pela Região de Landquart em 1 de janeiro de 2016, como parte de uma reorganização territorial do Cantão.

## Antiga composição
Estava formado por 10 comunas e está divido em dois círculos comunais (Kreis):

### Círculo comunal de Fünf Dörfer
- Haldenstein
- Landquart
- Trimmis
- Untervaz
- Zizers

Em 2008 o município de Says foi incorporado a Trimmis.

### Círculo comunal de Maienfeld
- Fläsch
- Jenins
- Maienfeld
- Malans

## Línguas
| Línguas do distrito de Landquart, GR |            |             |
| Línguas                              | Censo 2000 | Censo 2000  |
| Línguas                              | Número     | Porcentagem |
| Alemão                               | 19,722     | 89.3 %      |
| Romanche                             | 448        | 2.0 %       |
| Italiano                             | 457        | 2.1 %       |
| TOTAL                                | 22,075     | 100 %       |